# Pleasure (film, 2021)
 (octobre 2021).
Si vous disposez d'ouvrages ou d'articles de référence ou si vous connaissez des sites web de qualité traitant du thème abordé ici, merci de compléter l'article en donnant les références utiles à sa vérifiabilité et en les liant à la section « Notes et références ».
Pour l’article homonyme, voir Pleasure.
Pour plus de détails, voir Fiche technique et Distribution.
Pleasure est un film dramatique suédois écrit et réalisé par Ninja Thyberg, sorti en 2021. Il est basé sur un court métrage homonyme de la même réalisatrice, sorti en 2013.

## Synopsis
Bella Cherry (Sofia Kappel), une jeune suédoise de 20 ans, arrive à Los Angeles avec l'ambition de devenir actrice pornographique avant de finalement découvrir l'envers du décor de ce monde qu'est l'industrie pour adulte.

## Fiche technique
- Titre : Pleasure
- Réalisation : Ninja Thyberg
- Scénario : Ninja Thyberg, coécrit par Peter Modestij
- Musique : Karl Frid
- Costumes : Amanda Wing Yee
- Production : Erik Hemmendorff, Eliza Jones, Markus Walta
- Coproduction : Leontine Petit, Erik Glijnis, Frédéric Fiore, Eric Tavitian
- Production associée : Ninja Thyberg
- Production exécutive : Pape Boye, Violaine Pichon
- Société de production : Plattform Produktion
- Société de distribution : The Jokers (France)
- Pays de production :  Suède,  Pays-Bas,  France
- Langues originales : anglais, suédois
- Format : couleur
- Genre : drame
- Durée : 109 minutes
- Dates de sortie :
  - États-Unis : 30 janvier 2021 (Festival du film de Sundance)[2]
  - Suède : 5 février 2021 (Festival international du film de Göteborg) ; 8 octobre 2021 (sortie nationale)
  - France: 4 septembre 2021 (Festival du cinéma américain de Deauville) ; 20 octobre 2021 (sortie nationale)
  - Belgique : 19 octobre 2021 (Festival du film de Gand)
  - Pays-Bas : 4 novembre 2021
- Classification :
  - France : interdit aux moins de 16 ans avec avertissement

## Distribution
- Sofia Kappel (VF : Mélissa Windal) : Bella
- Revika Anne Reustle (VF : Sophie Pyronnet) : Joy
- Evelyn Claire : Ava
- Chris Cock (VF : Olivier Bony) : Bear
- Dana DeArmond (VF : Claire Tefnin) : Ashley
- Kendra Spade : Kimberly
- Jason Toler (VF : Pierre Lognay) : Mike
- Mark Spiegler (VF : Benoit Van Dorslaer) : Spiegler
- Eva Melander : la mère
- Gina Valentina : elle-même

Version française : Titrafilm Belgium; adaptation : Dorine Hollier; direction : Ioanna Gkizas et Aurélien Ringelheim; mixage : Yves Bradfer

## Distinctions

### Récompenses
- Festival international du film de Göteborg 2021 : prix FIPRESCI[4],[5]
- Art Film Festival 2021 : meilleur film, meilleure interprétation féminine[4]
- Festival du cinéma américain de Deauville 2021 : prix du jury[6],[7]

### Sélections
- Label Festival de Cannes 2020[2],[4]
- Festival du film de Sundance 2021 : World Cinema Dramatic Competition[2]